# Mendenhall-Observatorium
Das H.S. Mendenhall-Observatorium (Mendenhall Observatory) ist ein astronomisches Observatorium. Es liegt auf einer Höhe von 335 m über NN südwestlich von Stillwater im US-Bundesstaat Oklahoma.
Das 2002 gegründete Observatorium wird von der Oklahoma State University betrieben und ist nach Harrison Shepler Mendenhall, dem ersten Astronomen der Universität, benannt.

## Instrumentenausstattung
- 14-inch (355 mm) Schmidt-Cassegrain-Teleskop
- 24-inch (600 mm) Ritchey-Chrétien Teleskop